# Masami Kobayashi
Masami Kobayashi (小林仁?, Kobayashi Masami; Prefettura di Yamagata, 18 giugno 1890 – 7 agosto 1977) è stato un ammiraglio giapponese, attivo durante la seconda guerra mondiale.
Arruolatosi nella Marina imperiale nel 1910, si confermò un allievo dotato e brillante, tanto da essere avviato agli studi avanzati del prestigioso Collegio navale di Tokyo. Dopo numerose iniziali esperienze in mare, lavorò come istruttore all'Accademia navale e dal 1925 al 1928 fu aiutante dell'addetto navale giapponese all'ambasciata di Washington, dove imparò la lingua inglese. Nel 1931, appena nominato capitano di vascello, fu inviato alla conferenza di Ginevra per assistere il plenipotenziario nipponico; già nel 1932 fu però richiamato per un secondo periodo di servizio negli Stati Uniti d'America, in veste di addetto navale, che durò per due anni. Tornato in patria diresse dal 1934 al 1936 un ufficio dello stato maggiore generale della Marina, poi fu fatto comandante della Yamashiro, tuttavia ferma in porto per lavori: si trattò dell'unica grande unità che ebbe ai suoi ordini. Promosso contrammiraglio alla fine del 1937 durante il servizio sul fronte cinese, dalla fine degli anni trenta ricoprì comandi di seconda linea e amministrativi. Guadagnò i gradi di viceammiraglio nell'ottobre 1941. Nell'aprile 1943 rimpiazzò il collega Tomoshige Samejima alla guida della 4ª Flotta, responsabile della difesa del Pacifico centrale. Ufficiale coscienzioso e capace, fu però ostacolato dalle peculiarità geografiche del teatro operativo assegnatogli e dalla netta superiorità in fatto di uomini, mezzi e risorse della Quinta Flotta statunitense. Questa potente formazione occupò i punti chiave delle isole Gilbert nel novembre 1943 e devastò le isole Marshall nei successivi due mesi, con pesanti incursioni aeronavali; infine aggirò le isole più fortificate e conquistò con relativa facilità gli importanti atolli di Kwajalein e Majuro.
Kobayashi assisté in prima persona, nel febbraio 1944, all'operazione Hailstone, il nutrito attacco della Quinta Flotta al proprio quartier generale di Truk – la più importante base nipponica in alto mare, che fu gravemente menomata. Immediatamente destituito, fu messo a riposo nel maggio 1944 e trascorse il resto della sua vita in disparte, morendo in età avanzata.

## Biografia

### Inizio della carriera e formazione
Masami Kobayashi nacque il 18 giugno 1890 nella prefettura di Yamagata. In giovane età s'iscrisse all'Accademia navale di Etajima; studiò nella 38ª classe e si diplomò il 18 luglio 1910, quarto su 149 allievi. Ottenne il brevetto di aspirante guardiamarina e fu imbarcato sull'incrociatore protetto Kasagi, a bordo del quale completò la crociera d'addestramento all'estero. Rientrato in Giappone fu spostato alla nave da battaglia pre-dreadnought Asahi l'11 marzo 1911, a bordo della quale fu portato al grado di guardiamarina il successivo 1º dicembre. Un anno più tardi fu trasferito all'equipaggio in formazione per l'incrociatore da battaglia Kongo, in costruzione presso il cantiere navale Vickers di Barrow-in-Furness: partì dunque per prendere in consegna la grande unità e portarla in Giappone, un lungo viaggio che si concluse con successo il 5 novembre 1913. Il 1º dicembre seguente fu nominato sottotenente di vascello e avviato al Corso base della Scuola d'artiglieria navale; il 27 maggio 1914 proseguì la formazione nel Corso base della Scuola siluristi presso Yokosuka e, il 1º dicembre, intraprese un secondo ciclo di servizio in mare dapprima nell'equipaggio del cacciatorpediniere di terza classe Kisaragi (una piccola unità incapace di navigazione oceanica) e poi a bordo dell'incrociatore da battaglia Kurama, dal 13 dicembre 1915: con questa nave partecipò a ricognizioni e difesa del traffico navale della Triplice intesa nelle acque dell'oceano Pacifico meridionale. Richiamato in Giappone, il 1º dicembre 1916 fu promosso a tenente di vascello e, siccome considerato giovane promettente, fu avviato al Corso B del prestigioso Collegio navale di Tokyo (l'istituto che si occupava di formare competenti ufficiali di stato maggiore). Fu smistato nella 21ª classe e approfondì studi e preparazione nel Corso per allievi diplomati, intrapreso il 1º maggio 1917. Sette mesi esatti più tardi lasciò l'istituto per servire come ufficiale di rotta sul posamine Katsuriki e poi sull'incrociatore protetto Akitsushima, al quale fu assegnato il 1º dicembre 1918. Un anno più tardi fu integrato nello stato maggiore della 3ª Flotta in qualità di aiutante.

### Gli anni venti e trenta
Il 1º dicembre 1920 Kobayashi tornò a terra nel corpo ufficiali dell'Accademia navale di Etajima, dove lavorò come istruttore; dopo un altro anno riprese il posto nella 21ª classe del Collegio navale, per seguire e completare il Corso A che lo tenne impegnato un anno. Ottenne il grado di capitano di corvetta il 1º dicembre 1922 e, non appena diplomatosi, fu destinato al 1º Distretto navale con quartier generale a Yokosuka (5 ottobre 1923): qui giunse in qualità di membro delle sezioni 1 e 2 dell'Ufficio Affari navali, una delle articolazioni del ministero della Marina. Già il 1º dicembre, comunque, nuovi ordini lo fecero comandante della piccola cannoniera Hira, sulla quale fece esperienza per circa due anni; verso la fine del 1925, infatti, lo stato maggiore generale lo selezionò per un periodo di studio all'estero, negli Stati Uniti d'America. Vi giunse il 1º dicembre di quell'anno con la qualifica di ufficiale di collegamento e vi rimase a lungo, tant'è che il 1º maggio 1927 prese il posto di assistente all'addetto navale giapponese di Washington. Il 1º dicembre dello stesso anno, inoltre, fu gratificato con la promozione a capitano di fregata. Il 15 aprile 1928 giunse l'ordine di rientro e, nuovamente in Giappone, fu assegnato il 15 luglio alla nave appoggio sommergibili Chogei, sulla quale rivestì il ruolo di vicecomandante. Ma le competenze acquisite all'estero fecero sì che già il 10 dicembre fosse spostato a Tokyo e inserito nel personale direttivo dell'Ufficio personale, compito soprattutto amministrativo che mantenne per circa due anni. Era infatti pratica comune, nella Marina imperiale, tenere a terra gli ufficiali con le votazioni più alte e assegnarli raramente a comandi in mare.
Kobayashi, dunque, continuò la carriera nella burocrazia militare nello stato maggiore generale e nel ministero della Marina, al quale fu riassegnato alla fine del 1930. Nominato capitano di vascello il 1º dicembre 1931, fu scelto appena otto giorni dopo per essere l'attendente del plenipotenziario giapponese alla conferenza di Ginevra sul disarmo, che si aprì nel febbraio 1932; i lavori si arenarono presto per le molteplici differenze di vedute e la scarsa fiducia reciproca. Kobayashi rimase alcuni mesi in Svizzera e prima della fine dell'anno ricevette notizia di essere stato scelto come addetto navale all'ambasciata di Washington: ricoprì questa mansione dal 15 novembre fino al 1º giugno 1934, quando gli pervenne l'ordine di rimpatrio. Dopo aver goduto di un mese di riposo, il 15 novembre 1934 fu messo a capo della sezione 5, Ufficio N3 dello stato maggiore generale. Il 1º dicembre 1936 gli fu affidato il comando di una grande unità, vale a dire la nave da battaglia Yamashiro; tuttavia quello stesso giorno la nave era stata messa in riserva per essere sottoposta a un'estesa ricostruzione a Yokosuka, alla quale sovrintese Kobayashi. Con il processo ben avviato, il 20 ottobre 1937 egli fu riassegnato alla 4ª Flotta in qualità di capo di stato maggiore e partì per il fronte cinese, allo scopo di coordinarne le operazioni. Il 1º dicembre divenne contrammiraglio in accordo alle sue nuove funzioni. Tornò in Giappone nel settembre 1938 e prese il posto di capo di stato maggiore del 3º Distretto navale (Sasebo), che tenne per oltre un anno prima di essere nuovamente inviato oltremare, nella colonia di Corea: divenne comandante dell'unità di presidio per l'area di Kankō.

### La seconda guerra mondiale

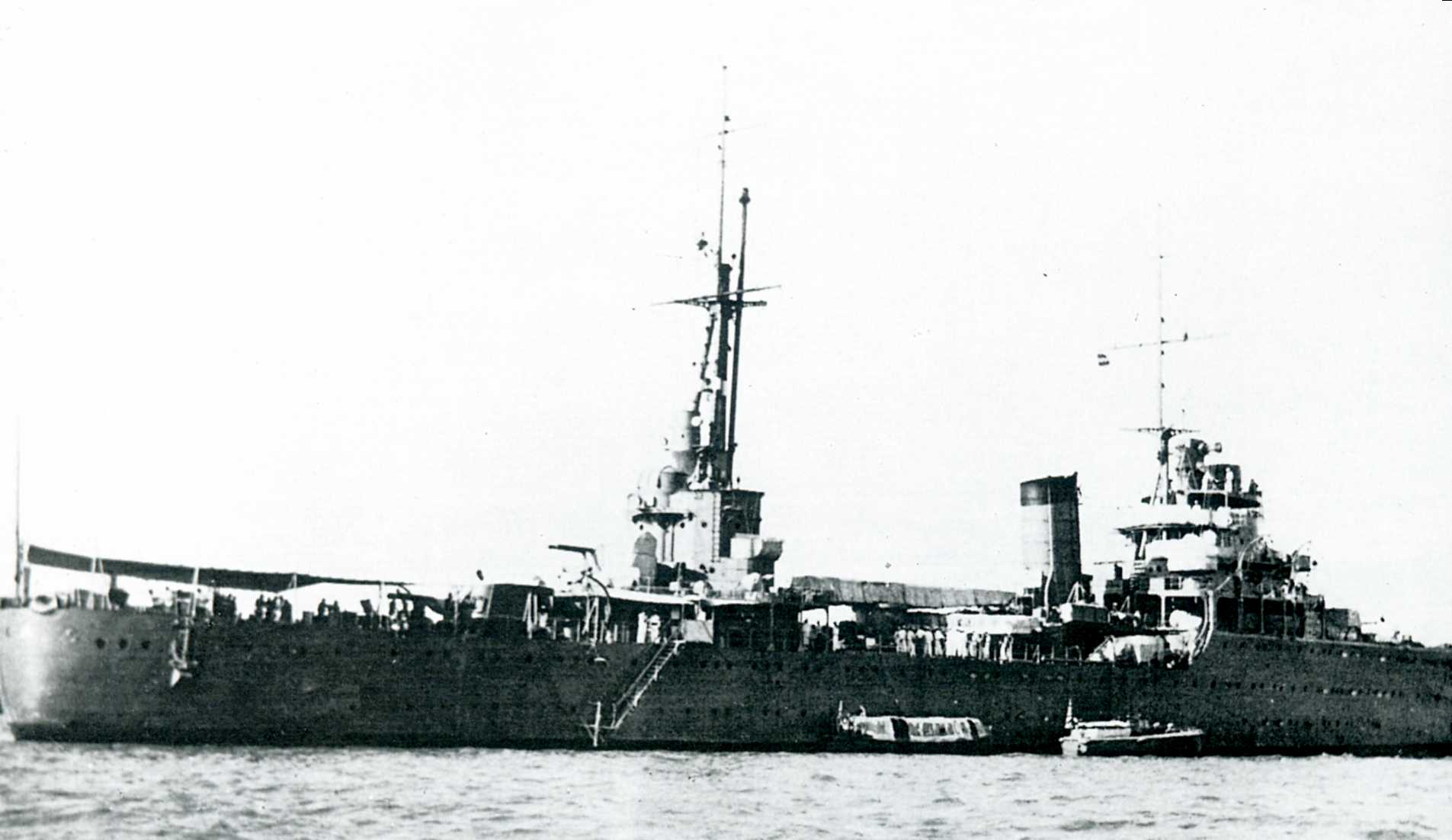
Il Kashima, ammiraglia di Kobayashi tra l'aprile e il novembre 1943

Il 15 novembre 1940 Kobayashi fu trasferito alla testa dell'unità ausiliaria di presidio per l'area di Shanghai, in una zona relativamente tranquilla; fu richiamato nella primavera 1941 in patria e, il 1º maggio, fece rapporto allo stato maggiore generale, rimanendo a disposizione per ulteriori incarichi, materializzatisi il 2 giugno nella nomina a direttore del Comando idrografico navale. Il 15 ottobre fu promosso viceammiraglio e il 20 novembre fu scelto come primo comandante dell'appena organizzato Distretto di guardia di Osaka. Qui rimase ben dopo l'attacco di Pearl Harbor e l'inizio della guerra contro gli Alleati occidentali. Infatti fu convocato dallo stato maggiore navale solo il 9 marzo 1943, che lo avvisò di un prossimo incarico in prima linea; il successivo 1º aprile 1943 gli fu notificata la nomina a comandante della 4ª Flotta, in sostituzione del collega Tomoshige Samejima. La 4ª Flotta operava dalla fine del 1939 nel Mandato del Pacifico meridionale (isole Palau, Caroline, Marianne, Marshall) e dalla fine del 1941 aveva la responsabilità della difesa anche delle isole Gilbert, conquistate all'Impero britannico. Kobayashi issò le proprie insegne sul piccolo incrociatore leggero Kashima al quartier generale dell'atollo di Truk, una nave inadatta al combattimento. Egli disponeva di tre obsoleti incrociatori leggeri (Isuzu, Nagara, Naka), un pugno di cacciatorpediniere e svariate unità minori o ausiliarie, oltre alla 22ª Flottiglia del contrammiraglio Shunichi Kira. In realtà il grosso delle sue forze erano guarnigioni della Marina imperiale di efficienza e consistenza assai variabili, organizzate sotto due comandi: la 3ª Forza speciale di presidio (contrammiraglio Saichirō Tomonari, rimpiazzato in settembre da Keiji Shibasaki) con responsabilità estesa alle isole Gilbert, Nauru e Ocean; la 6ª Forza di presidio (contrammiraglio Monzō Akiyama) alle Marshall, distribuita in particolare a Kwajalein, Wotje, Maloelap e Jaluit. Questi due reparti erano all'opera dalla fine del 1942 per trasformare le isole più esterne in solide fortezze e contestare l'avanzata verso ovest della United States Pacific Fleet. Kobayashi si impegnò subito per completare i vasti programmi di costruzione, dando priorità alle più esposte Gilbert; l'aeroporto a Tarawa, sull'isola di Betio, fu pronto a giugno e il mese successivo una base aerea entrò in servizio a Makin. Shibasaki, però, difettava di truppe, dato che aveva concentrato oltre 4 800 uomini sulla munita isoletta di Betio, e i primi attacchi aerei della Seventh Air Force statunitense sulle Gilbert segnalarono che l'attacco avversario non poteva essere lontano. I bombardamenti si estesero anche alle Marshall e cagionarono perdite alla 22ª Flottiglia aerea, riducendo ancor di più i già modesti mezzi a disposizione di Kobayashi per avvistare in tempo squadre navali americane; le uniche informazioni certe gli erano pervenute dagli alti comandi a Tokyo, che le avevano racimolate attraverso il lavoro di spie e un paio di azzardate ricognizioni di Pearl Harbor (operate da idrovolanti catapultati da grandi sommergibili). Conscio che nel Pacifico centrale stava per aprirsi un nuovo fronte, il 19 novembre Kobayashi prese due misure: si trasferì con il proprio stato maggiore a Kwajalein, più vicino ai probabili obiettivi degli Stati Uniti, e ordinò agli incrociatori Nagara – da inizio mese sua nuova ammiraglia, al posto del Kashima rimandato in Giappone – Naka e Isuzu di imbarcare 1 500 effettivi Esercito imperiale a Truk, per rinforzare Makin.

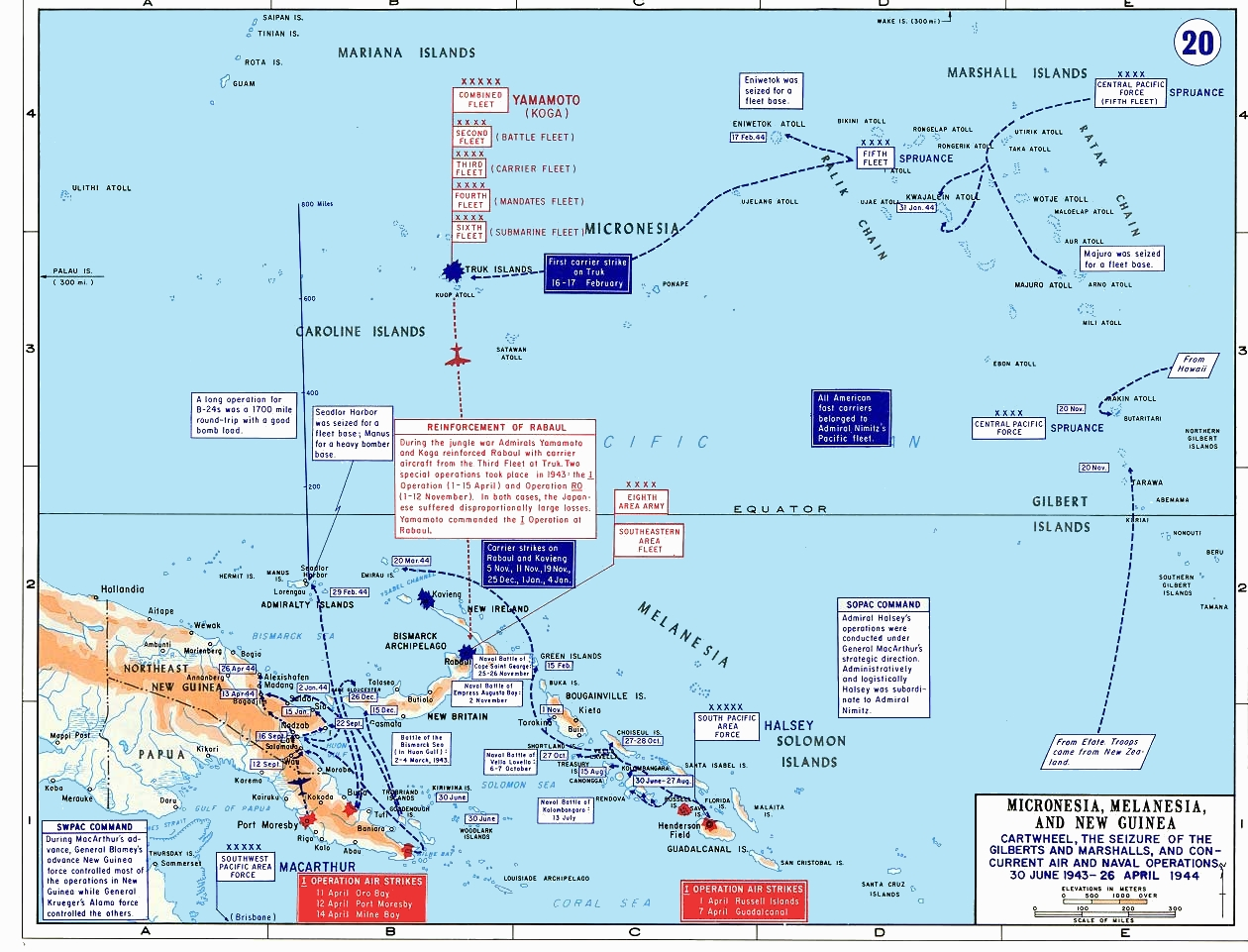
I fronti del Pacifico sud-occidentale e centrale: la mappa illustra chiaramente l'intima correlazione tra i due e indica sia il quartier generale di Kobayashi, sia le varie operazioni del suo principale antagonista, l'ammiraglio Spruance

Il giorno dopo, nella sorpresa generale dei comandi nipponici, la Quinta Flotta del viceammiraglio Raymond Spruance apparve in forze al largo di Tarawa e dette avvio a una brutale battaglia su Betio; da Truk salparono dunque gli incrociatori pesanti e i cacciatorpediniere della 2ª Flotta del viceammiraglio Takeo Kurita. Nell'attesa di questi rinforzi, Kobayashi lanciò due attacchi aerei, il 20 e 21 novembre, che provocarono il danneggiamento della portaerei USS Independence, anche se a costo di numerose perdite nipponiche. Si incontrò quindi con Kurita a Kwajalein qualche giorno più tardi, per organizzare un massiccio contrattacco, ma i due ufficiali furono informati che non sarebbe stata disponibile la 3ª Flotta, le cui portaerei si erano logorate nei combattimenti alle Salomone. Inoltre, proprio a fine novembre, cessava ogni resistenza della 3ª Forza speciale di presidio, completamente spazzata via. All'inizio di dicembre le Marshall occidentali e soprattutto la grande rada di Kwajalein furono colpite da una pesante incursione della flotta di portaerei veloci di Spruance; il Nagara e l'Isuzu furono danneggiati e costretti a scaricare le truppe a Mili, quattro navi da trasporto furono affondate e una trentina di velivoli distrutti al suolo o in volo. L'attacco rese evidente che una controffensiva con sole navi di superficie, senza alcun appoggio aereo, sarebbe stata un suicidio: Kobayashi e Kurita concordarono sull'inutilità di questa operazione e la 2ª Flotta, il 7 dicembre, era nuovamente a Truk. Il comandante della 4ª Flotta raddoppiò gli sforzi nelle Marshall, pur ostacolato dalla carenza di navi e dagli attacchi dei sommergibili statunitensi. D'accordo con il proprio stato maggiore e con il contrammiraglio Akiyama, decise di rafforzare dapprima gli arcipelaghi orientali, i primi che la Quinta Flotta si sarebbe trovata davanti, e poi potenziare le isole nelle retrovie. Kobayashi ricevette la 24ª Flottiglia aerea del contrammiraglio Michiyuki Yamada, forte di circa 70 apparecchi, al posto della dissanguata 22ª Flottiglia, e anche la 1ª Brigata anfibia dell'Esercito. Al 15 gennaio 1944 Kobayashi aveva a disposizione circa 28 000 uomini sparpagliati sugli atolli più importanti o in transito verso le isole cui erano stati destinati (ma migliaia facevano parte di reparti non combattenti) e quasi 120 aeroplani. Tuttavia i crescenti e distruttivi attacchi aeronavali statunitensi lo convinsero a trasferire quei velivoli ancora efficienti a Truk e, d'altro canto, le opere difensive e i sistemi fortificati erano lungi dall'essere stati completati. Dall'atollo, intanto, si stava allontanando a scaglioni la Flotta Combinata dell'ammiraglio Mineichi Kōga, dato che ormai era in posizione troppo esposta, priva delle vitali portaerei e surclassata in numero dalla Quinta Flotta.
Nel redigere i piani di difesa delle Marshall, Kobayashi aveva però sottovalutato le capacità ormai raggiunte dalla United States Navy, i cui capi decisero di "saltare" le Marshall orientali e colpire direttamente quelle più interne, che ipotizzarono giustamente essere meno difese. In particolare furono selezionati per la conquista gli atolli di Kwajalein, Majuro ed Eniwetok. Gli attacchi aerei preparatori di dicembre 1943 e gennaio 1944 inflissero danni importanti e, soprattutto, azzerarono gli effettivi aeronautici giapponesi; furono seguiti da una serie di pesanti bombardamenti navali a fine gennaio. Dato il crescente pericolo, Kobayashi e il suo stato maggiore erano già rientrati a Truk, nel corso di gennaio. Il 31 reparti della 4th Marine Division e della 7th Infantry Division sbarcarono sulle isole di Roi-Namur e di Kwajalein, nell'atollo omonimo; la superiorità qualitativa e numerica delle forze statunitensi ebbe ragione in pochi giorni della pur disperata difesa giapponese. Majuro si rivelò addirittura indifeso e fu messo sotto controllo lo stesso 31 gennaio. A questo punto l'ammiraglio Spruance ordinò di attaccare in anticipo Eniwetok, a metà strada tra le Marshall e Truk; la vicinanza della grande base giapponese lo convinse inoltre a sferrare un massiccio assalto aeronavale diretto, per scongiurare una sempre possibile reazione giapponese e facilitare l'operazione contro Eniwetok. In realtà Kōga aveva sgombrato il grosso atollo di tutte le navi più importanti, lasciandovi solo tre incrociatori leggeri e otto cacciatorpediniere, per appoggiare Kobayashi nella difesa della base e del numeroso naviglio cisterniero e mercantile che ancora vi stazionava: egli disponeva inoltre di circa 350/365 aeroplani, molti in transito per rinforzare la piazzaforte di Rabaul sotto assedio.

### Destituzione e ultimi anni

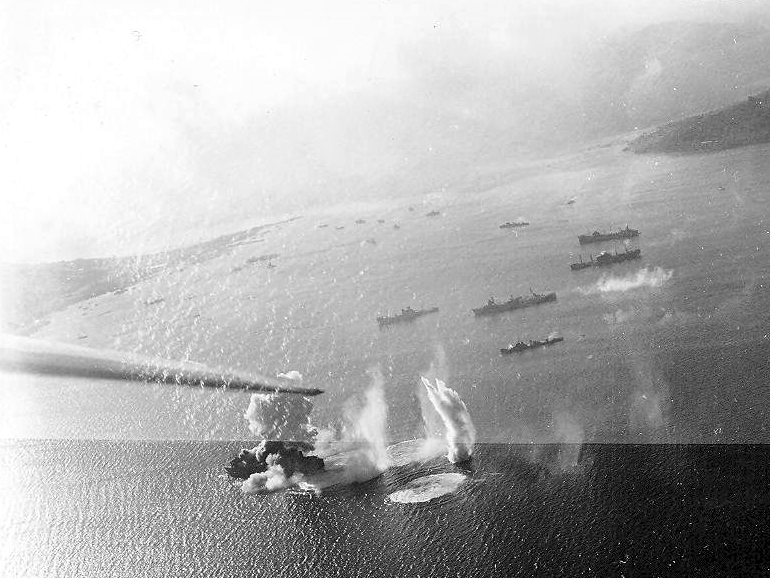
L'attacco aereo a Truk: il 16 febbraio 1944 un mercantile giapponese è colpito da bombe

Kobayashi aveva tenuto in stato di continuo allarme le numerose forze aeree di Truk dall'inizio di febbraio, sicuro che prima o poi le squadre navali statunitensi si sarebbero presentate. Il 15 febbraio però, dato che ancora l'avversario non si era fatto vedere e che gli equipaggi cominciavano a essere logorati dalle continue sortite e pattugliamenti, Kobayashi dispose che si riposassero per almeno un paio di giorni. La mattina del 16, poco prima che avessero inizio gli sbarchi a Eniwetok la flotta di portaerei veloci del viceammiraglio Marc Mitscher lanciò 72 caccia Grumman F6F Hellcat da grande distanza per annientare la caccia giapponese; furono avvistati in tempo e Kobayashi riuscì a mettere in aria, in gran fretta, 45 Mitsubishi A6M "Zero", che tuttavia furono incapaci di respingere gli attaccanti. Per tutta la giornata gli aerosiluranti e i bombardieri in picchiata statunitensi si accanirono sulle decine di navi giapponesi; altre, sfuggite agli assalti aerei, caddero vittima di Task group distaccati da Mitscher per chiudere gli accessi alla laguna di Truk. Il 17 febbraio l'incursione fu ripetuta e Kobayashi cercò di opporsi richiamando reparti aeronautici da tutte le isole Caroline, ma i cui contrattacchi si rivelarono un insuccesso completo e solo una bomba scoppiò sulla portaerei USS Intrepid. Il giorno dopo la formazione statunitense si allontanò, ponendo fine all'operazione Hailstone dopo aver inflitto un colpo durissimo a Truk: Kobayashi contò la distruzione, in volo o al suolo, di quasi 300 apparecchi, la perdita di tre incrociatori leggeri (compreso il Naka) e di quattro cacciatorpediniere, l'affondamento di due trasporti e trenta altre navi, tra le quali molte preziose petroliere. Il disastro ebbe vaste ripercussioni strategiche: pochi giorni più tardi l'alto comando imperiale decise di lasciare Rabaul al suo destino, non avendo più modo di alimentarne i reparti aeronautici allo stremo, e anche la perdita di così tante unità si rivelò difficile da colmare.
Impressionati da questi avvenimenti, i massimi responsabili della Marina imperiale incolparono immediatamente il viceammiraglio Kobayashi per il crollo rovinoso delle posizioni più esterne del perimetro difensivo, sulle quali Tokyo aveva pensato di poter trattenere gli Stati Uniti almeno sei mesi e rinforzare adeguatamente una cintura difensiva più arretrata, imperniata sulle Marianne. Il 19 febbraio 1944 Kobayashi fu bruscamente destituito dal comando della 4ª Flotta, affidata al viceammiraglio Chūichi Hara, e fu riportato in Giappone. Fece rapporto allo stato maggiore generale e rimase per alcuni mesi senza incarico, mentre il suo operato passava al vaglio di una commissione che, alla fine lo giudicò colpevole: il 31 maggio 1944 fu collocato nella lista di ufficiali a riposo.
Kobayashi non ebbe più parte nella guerra e visse ai margini del mondo militare sino la capitolazione ufficiale dell'Impero giapponese. Si ritirò a vita privata subito dopo e morì il 7 agosto 1977, all'età di 87 anni.